# Волкова Тетяна Петрівна
Волкова Тетяна Петрівна (4 грудня 1948) — доктор геологічних наук, професор, до 2014 року — завідувач кафедри «Корисних копалин та екологічної геології» гірничо-геологічного факультету ДонНТУ, з 2014 до 2023 року — професор кафедри геотехнічної інженерії (до 2020 р. — кафедри геології, розвідки та збагачення корисних копалин) ДонНТУ.

## Біографічні відомості
Народилася 4 грудня 1948 року. 1971 року стала випускницею спеціальністі «Математичні і лічильно-вирішальні пристрої і прилади» Донецького політехнічного інституту. 1981 року закінчила навчання у Всесоюзному заочному політехнічному інституті (нині Московський державний відкритий університет), здобула спеціальність гірничий інженер-геолог.
1984 року вступила до аспірантури Донецького політехнічного інституту. 1989 року захистила кандидатську дисертацію, отримала ступінь кандидата геологічних наук. 2004 року захистила докторську дисертацію за темою «Геолого-геохімічні критерії оцінки рідкіснометалевих родовищ у лужних комплексах Приазов'я (Український щит)», здобула науковий ступінь доктора геологічних наук.

## Основні публікації
- Волкова Т. П. Теория и практика поисков и оценки редкометальных месторождений. — Донецк: РВА ДонНТУ. — 2003. — 102 с.
- Стрекозов С. Н., Васильченко В. В., Гурский Д. С., Пожарицкая Л. К., Волкова Т. П. Геологическое строение и характер оруденения Азовского месторождения. // Мінеральні ресурси України, 1998, № 3. с.6-9.
- Волкова Т. П., Федотова Л. А., Стрекозов С. Н. К вопросу потенциальной рудоносности гранитоидов Восточного Приазовья // Научные труды НГА, 1998, № 3, т.2, с.56-60.
- Волкова Т. П., Алехин В. И., Стрекозов С. Н. Применение теории информации для решения практических геологоразведочных задач // Научные труды НГА.- 1999.- № 6, т.4. — с.46-49.
- Волкова Т. П., Волков А. В. Алгоритмы таксономии в решении задач прогноза редкометального оруденения // Известия Донецкого горного института, 1999, № 2, с.114-116.
- Волкова Т. П. К проблеме количественного прогнозирования запасов редкометальных месторождений // Сборник научных трудов НГА. — 1999.- № 6, т.1, с.119-123.
- Волкова Т. П. Особенности первичных ореолов Азовского цирконий-редкоземельного месторождения // Труды ДонГТУ, серия горно-геол., 2000, вып.11, с.129-132.
- Волкова Т. П. Проблемы генезиса и рудоносности Октябрьского массива щелочных пород // Научные труды НГА, 2000, № 4, с.9-10.
- Волкова Т. П., Стрекозов С. М., Федотова Л. А. Спроба використання методів кластерного аналізу при геохімічному розчленуванні продуктивної рідкіснометалевої товщі // Вісник Київського національного університету, серія Геологія, вип.18, 2000, с.27-29.
- Волкова Т. П. Рудоконцентрирующая структура Восточного Приазовья // Труды ДонГТУ, серия горно-геол., 2001, вып.23, с.85-88.
- Волкова Т. П., Стрекозов С. Н. Минералого-геохимические критерии редкометальной специализации докембрийских комплексов Приазовья // Наукові праці ДонДТУ, серія гірничо-геол., 2001, вып.24, с.120-126.
- Волкова Т. П., Гурский Д. С., Стрекозов С. Н., Васильченко В. В. Геохимическая зональность Азовского месторождения // Мінеральні ресурси України, 2001, № 1, с.4-6.
- Волкова Т. П. Эволюция редкометальных комплексов и прогноз оруденения // Рідкісні метали України — погляд у майбутнє.- Київ: Збірник наук.праць ІГН НАН України, 2001, с.27-28.
- Волкова Т. П. Информационный анализ при прогнозе эндогенного оруденения // Наукові праці ДонНТУ, серія гірничо-геол., 2001, вип.32, с. 31-37.
- Волкова Т. П. Оценка ресурсов редкометальных месторождений в Приазовье по энергии рудообразования // М: Известия ВУЗов, серия Геология и разведка, 2001, № 5, с. 104—109.
- Волкова Т. П. Критерии продуктивности редкометальных месторождений и рудопроявлений Октябрьского массива // Наукові праці ДонНТУ, сер.гірничо-геол., 2001, вип.36, с.63-69.
- Волкова Т. П., Стрекозов С. Н., Васильченко В. В., Багрий И. Д. Геохимические особенности Азовского редкометального месторождения // Геологічний журнал, 2001, № 4, с.102-109.
- Волкова Т. П. К вопросу достоверности прогнозирования ресурсов полезных ископаемых // Мінеральні ресурси України, 2001, № 4, с.32-34.
- Волкова Т. П., Смертин Д. А. Поисковые предпосылки месторождений циркона // Наукові праці ДонДТУ, сер. гірничо-геол., вип.45, с.112-117.
- Волкова Т. П. Геоинформационная технология прогнозирования рудоносных структур разного ранга // Геоинформатика, 2002, № 2, с.71-78.
- Волкова Т. П. Оценка перспективности эндогенного оруденения по данным геохимического картирования // Наукові праці ДонНТУ, с. гірничо-геол., 2002, вип.54, -С.143-149.
- Волкова Т. П. Роль процессов дифферециации в формировании месторождений полезных ископаемых // Доповіді НАН України, 2003, № 4, с.107-110.
- Волкова Т. П. Модель формирования и критерии локального прогноза редкометального оруденения // Метасоматизм, рудообразование, полезные ископаемые. — Киев: Логос, Труды ИГОС НАН и МЧС Украины, 2003, с.283-290.
- Волкова Т. П. Федотова Л. А. Геохимическая зональность редкометальных рудных районов // Наукові праці ДонНТУ. Сер. гірничо-геол. — 2003. — вип.63. — С.150-157.
- Волкова Т. П. Оценка продуктивности геохимических аномалий // Геолого-мінералогічний вісник. — Кривий Ріг: вид-во техн.ун-ту, 2003, № 1(9), с.51-57.
- Волкова Т. П., Васильченко В. В., Стрекозов С. Н., Яновский В. М., Федотова Л. А. Опыт применения методов кластерного анализа при геохимическом расчленении продуктивной редкометальной толщи // Тезисы докл. конф. «Геохімія, мінералогія, палеогеодинамічні особливості формування рідкіснометальних гранітоїдів Українського щита».- Київ,1995, с.21-22.
- Стрекозов С. Н., Васильченко В. В., Волкова Т. П. Геологическое строение и характер оруденения Азовского редкоземельного месторождения // Тезисы докладов II Межд.конф. «Благородные и редкие металлы», 23-26 сентября 1997 г. ч. I.-Донецк, 1997. — С.134.
- Волкова Т. П. Закономерности локализации редкометальных месторождений Приазовья на основе информационного анализа // Тезисы докладов III Международной конф. « Благородные и редкие металлы», 19-22 сентября 2000 г. — Донецк, 2000. — С.80.
- Волкова Т. П. Удосконалення прогнозу ресурсів родовищ корисних копалин на основі розрахунку енергії рудоутворення // Матеріали наук. конф."Геологічна наука та освіта в Україні на межі тисячоліть". Львів: ЛНУ, 2000, с.74-75.
- Волкова Т. П. Энергия рудообразования при оценке перспективности редкометальных месторождений Приазовья // Тезисы докладов V Международной конф. «Новые идеи в науках о Земле». — Москва, 2001. — Т. 2. — С. 197.
- Волкова Т. П. В. И. Вернадский о роли ортитоносных и монацитоносных гранитоидов в геохимии // Доклады Междунар.науч. конф. «Творческое наследие В. И. Вернадского и современность», 10-12 апреля 2001, -Донецк, 2001, с.266-270.
- Volkova Tatyana P. Rare-metallic ore-grade mineralization of the Ukrainian shield's Priazovsky block // The abstracts of International Symposium «Metallogeny of Precambrian Shields».- Kyiv, Ukraine, September 13-26, 2002, p. 107.
- Волкова Т. П. В. И. Вернадский об источнике рудного вещества в месторождениях полезных ископаемых // Доклады Междунар.науч. конф. «Творческое наследие В. И. Вернадского и современность», 10-12 апреля 2003, — Донецк, 2003, с.266-270.
- Волкова Т. П. Редкометальное оруденение Украинского щита // Матеріали міжнародної науково-практичної конференції «Регіон-2003: стратегія оптимального розвитку». — 22-25 квітня 2003 р., м. Харків, с.217-218.
- Волкова Т. П., Попов Р. В. Особенности размещения тантал-ниобиевого оруденения в Октябрьском массиве // Благородные и редкие металлы. Труды четвертой международной конференции «БРМ-2003». Донецк, 22-26 сентября 2003 г. — С.186-189.